# Bardou (Guinea)
Bardou è un comune (in francese sous-préfecture) della Guinea, parte della regione di Faranah e della prefettura di Kissidougou.